# Список эпизодов телесериала «Жизнь и приключения Джунипер Ли»
Список серий американского анимационного сериала Жизнь и приключения Джунипер Ли. В шоу было задействовано 40 эпизодов за 3 сезона. Премьера состоялась 30 мая 2005 года и продлилась до 9 апреля 2007 года. Режиссёр всех эпизодов Фрэнк Скуиллейс.

## Сезон 1: 2005 год
| # | Название эпизода                                                                                    | Премьера              | Код |
| --- | --------------------------------------------------------------------------------------------------- | --------------------- | --- |
| 01 | «It's Your Party and I'll Whine if I Want To / Это твоя вечеринка и я буду делать все, что захочу!» | 30 мая, 2005 года     | 1   |
| Джун уже почти месяц выполняет обязанности Тё Шуан Зе, и для неё это стало настоящей проблемой. Ей удаётся вечно сбегать от друзей и удалось завоевать репутацию странной. И теперь, у одного из лучших друзей, Джоди, сегодня вечеринка в честь дня рождения. Джун сбегает, потому-что Леприконы выпустили Ракатана. Несмотря на попрошайничество у А-Мы, чтобы помочь, Джун вынуждена пропустить вечеринку и снова спасти Оркид Бэй Сити. | |                       |     |
| 02 | «I've Got My Mind on My Mummy and My Mummy on My Mind / Я думаю о мумии. Мумия голову забила мне»   | 10 июня, 2005 года    | 4   |
| Джун должна остановить мумию, которая открыла свой собственный ресторан и начала волшебным образом привлекать людей Оркид Бэй Сити. | |                       |     |
| 03 | «It Takes a Pillage / Это ограбление!»                                                              | 17 июня, 2005 года    | 2   |
| Духи скандинавских викингов овладевают друзей Джун и теперь от неё, Монро и Рей Рея зависит, чтобы вернуть их в нормальное состояние. | |                       |     |
| 04 | «New Trickster in Town / Весельчак обманщик»                                                        | 24 июня, 2005 года    | 3   |
| Когда шутки начинают оказываться слишком злобными в День Дурака, Джун должна противостоять Локи - могущественному полубогу лжи и обмана. | |                       |     |
| 05 | «Not in My Backyard / Только не у меня во дворе»                                                    | 1 июля, 2005 года     | 5   |
| Джун и Рей Рей должны нянчиться с мигрирующим Бабутом. | |                       |     |
| 06 | «Enter Sandman / Власть сновидений»                                                                 | 8 июля, 2005 года     | 6   |
| Джун готовиться к школьному шоу талантов. Но она должна сдержать свои силы, когда все в городе засыпают, и они становятся жертвами заговора Сэндмена, владыки царства сна. | |                       |     |
| 07 | «Ding Dong the Witch Ain't Dead / Диднг-донг! Ведьма жива!»                                         | 15 июля, 2005 года    | 7   |
| Много лет назад,была некогда злая ведьма по имени Тётя Руун, которая сражалась с Тё Шуан Зе того времени. Она была побеждена и одновременно изгнана. Много лет спустя, Колдун 10-й степени собрался вместе с Гноиным Гоблином и Змеёй-Оленем, чтобы освободить Тётю Руун, где священные земли находятся в Оркид Бэй Сити. В то же время, Джун, Джоди, Офелия и Роджер идут в торговый центр, чтобы купить последний альбом Таскай Сомнения. Когда Тётя Руун освобождается, она ломает завесу, которая мешает людям видеть монстров, и её миньоны собирают каждого подростка и ребёнка в одном месте. Как Джун победит Тётушку Руун? | |                       |     |
| 08 | «I'll Get By with a Little Help from My Elf / Малютка Эльф спешит на помощь»                        | 22 июля, 2005 года    | 8   |
| Джун становится настолько занятой своими обязанностями, как Тё Шуан Зе, что она просит помощь в расчистке её расписания от помощника эльфа, который является Местным 492. Но он в конечном итоге вызывает больше проблем. Как она сможет решить проблемы, как Тё Шуан Зе, и обычные проблемы сразу? | |                       |     |
| 09 | «The World According to L.A.R.P. / Жестокие игры»                                                   | 29 июля, 2005 года    | 9   |
| Команда монстров похищает Денниса, чтобы добраться до Тё Шуан Зе. К счастью, Деннис сумел постоять за себя против монстров, благодаря его базовым знаниям ролевых игр. | |                       |     |
| 10 | «Magic Takes a Holiday / Магия берёт выходной»                                                      | 5 августа, 2005 года  | 10  |
| Джун отправляется в лагерь исполнительных искусств во время Эдипана. Офелия назначается директором мюзикла, а Джун, в это же время, пытаются похитить несколько троллей, вне закона Эдипана. | |                       |     |
| 11 | «Take My Life, Please / Жизнь за тебя»                                                              | 12 августа, 2005 года | 11  |
| Хорошая колдунья 4-й степени по имени Эшли прибывает в город, преследуя Багуано. Она добровольно принимает на себя обязанности Джун в борьбе со злом. Джун пытается вести нормальную жизнь, но всё идёт не так. Что будет дальше после того, как Эшли случайно накормит Фастертролля печеньем? | |                       |     |
| 12 | «Meet the Parent / Отцы и дети»                                                                     | 19 августа, 2005 года | 12  |
| Когда отец Монро, Уильям, приезжает в гости, его не удивляют его выходки, чтобы произвести впечатление на Джунипер. Уильям, кажется, предпочитает смеяться над весом своего сына, но он терпит неудачу, когда один монстр забирает Джунипер, считая её своим сыном. | |                       |     |
| 13 | «Monster Con / Съезд монстров»                                                                      | 26 августа, 2005 года | 13  |
| В городе открылось трёхдневное волшебное собрание под названием "Конвиргенс" и Джун посещает его. Все монстры идут туда, чтобы выслушать её речь. Но когда злая организация натренированных людей, ненавидящие магию, Л.Б.М. (Люди за Борьбу с Магией) вламываются на собрание и удерживают всех там в заложниках, А-Ма вынуждена выйти из отставки, чтобы спасти день. | |                       |     |

## Сезон 2: 2005–2006 гг.
| # | Название эпизода | Премьера              | Код |
| --- | --- | --------------------- | --- |
| 14 | «It's the Great Pumpkin, Juniper Lee / Такая вот тыква, Джунипер Ли»                                                                           | 31 октября, 2005 года | 15  |
| Каждый Хеллоуин все монстры становятся людьми на одну ночь. Но монстр по имени Марк заключил контракт с демоном-агентом Викки Девином, чтобы сделать его человеком навсегда. Благодаря Викки Девину, все монстры в форме людей не могут превратиться обратно, и родители обращаются к Джун, чтобы помочь. Тем не менее, она должна заключить и завершить сделки от получения белкового коктейля до сражения с демоном по имени "Джордан Разрушитель" до полуночи, иначе монстры останутся людьми навсегда. Сумеет ли Джун успеть вовремя? | |                       |     |
| 15 | «Oh Brother, What Art Thou? / Ох, братец!» | 14 января, 2005 года  | 14  |
| Рей Рей тестирует зелье роста, которое сделала Джун для карликового гиганта (он даже меньше Рей Рея, что заставляет Монро говорить "маленький" каламбур), но его эксперименты приводят к его превращению в волшебного ящера, который невидим для людей и вырастающий с каждой минутой. Поэтому Джун и Монро пытаются создать новое тело и перенести туда мозг Рей Рея. Это срабатывает, но монстр внезапно получил собственный разум и теперь он хочет уничтожить всё и он всё ещё продолжает расти. Рей Рей не хочет изгонять монстра, но Джун пытается сразиться с монстром. Тем не менее, последний оказывается сильнее Джун. Изгонят ли они его, пока не стало слишком поздно? | |                       |     |
| 16 | «The Great Escape / Великий побег» | 21 января, 2005 года  | 16  |
| Джун и её друзья находятся в зоопарке, но когда два верблюда говорят с Джун, она узнаёт от них, что они представляют собой группу волшебных существ, оказавшихся в форме животных зоопарка, ибо зоопарк обладает магическим барьером. Теперь Джун должна спасти их от злого контролёра зоопарка, который оказывается женским демоном по имени Гиги, который истощает магическую энергию от существ, превращённых в животных, чтобы оставаться молодой, и она превращает Джун в Кольцевидного Лемура, чтобы истощить её магическую энергию. Смогут ли Рей Рей и Монро попасть в зоопарк вовремя? | |                       |     |
| 17 | «Picture Day / Фотография» | 28 октября, 2005 года | 17  |
| Злая Демонесса решает сделать из фотографии злого клона Джун в день фотосъёмки в школе, чтобы использовать силы Джун для освобождения своего отца, Коргота Завоевателя, от магического изгнания. | |                       |     |
| 18 | «Star Quality / Звёздная болезнь» | 3 октября, 2005 года  | 18  |
| После вмешательства Джун в телевизионную постановку под названием "Удивительный мир Магии", продюсер шоу решает сделать её звездой своего собственного реалити-шоу...без её ведома или разрешения. Конечно, шоу - это хит, после того, как Джун стала суперзвездой на Монстр ТВ (которая находиться на любом канале выше 300 в кабельной системе Оркид Бей Сити). Жаже Рей Рей становится менеджером Джун, хотя Монро всё это не удивляет, и Джун хочет, чтобы это шоу отменили. Одна проблема: Они планируют спец-программу в более миллиард телеканалах монстров. Сможет ли Джун отменить шоу, прежде чем она вновь попадёт в эфир? | |                       |     |
| 19 | «There's No Mitzvah Like Snow Mitzvah / Нет места лучше, чем снежный шар»                                                                      | 11 октября, 2011 года | 19  |
| Во время спектакля Волшебника из Страны Оз для сестры Джоди Рейчел, Джун и остальные люди оказались заперты внутри снежного шара из-за Жан-Клода, демона из подземного мира и бывшего Старейшины, так как его выгнали за предательство. Сможет ли Джун спасти день и вечеринку? | |                       |     |
| 20 | «Bada Bing, Bada Boomfist / Бум-бум, Бум-Фист!»                                                                                                | 17 октября, 2005 года | 20  |
| Один из персонажей комиксов Рей Рея, Злодей, случайно воплощается в жизнь, когда Джун сражалась с демоном, который попадает в комикс, а не в Джун, заклинанием повторной анимации. Пока Джун и Монро создают зелье, чтобы превратить Злодея (который может захватить любое неодушевлённое тело и сделать из него тело) в волшебное существо, чтобы изгнать его обратно в комикс, Рей Рей идёт к демону, который оживил его, чтобы оживить Бумфиста (главного героя его комиксов и личного врага Злодея). Смогут ли вернуть супергероя и его грозного врага обратно в комикс, пока они не стёрли Оркид Бей Сити с лица земли? | |                       |     |
| 21 | «Adventures in Babysitting / Приключение няни»                                                                                                 | 13 декабря, 2005 года | 21  |
| Поняв, что Рей Рей этого не помнит, Жасмин рассказывает ему и Джун рассказ о том, как они получили свои силы, пока Жасмин была всё ещё Тё Шуан Зе. | |                       |     |
| 22 | «June's Egg-cellent Adventure: Juniper Lee Meets the Easter Bunny / Яйце-отличное приключение Джун: Джунипер Ли встречает Пасхального Кролика» | 14 декабря, 2005 года | 22  |
| В преддверии 7-го ежегодного события в Парке Оркид Бей, Охота на Яйца, Рей Рей тренируется, чтобы выиграть главный приз из 20 фунтов конфет любыми способами. Между тем, Джунипер просит Маркуса пойти с ней на мероприятие (и вечно утверждает, что это не свидание). Монро рассказывает историю о том, что Пасхальный Кролик не один, а тысячи, которые живут в Сладколяндии с Курами, где они высиживают яйца, а Кролики их красят и доставляют. В этот момент, они оказываются в Сладколяндии, где они вмешиваются в конфликтов Кроликов и Куриц, последних которых возглавляет отец Монро, Уильям. Мало того, синий носорог по имени Митч специально их всех столкнул, чтобы заменить конфеты и яйца на батарейки АА и носки. Смогут ли они всё это предотвратить, пока не станет слишком поздно? Примечание: Эта серия является первым и единственным спец-эпизодом, хронометраж которого составляет полчаса. | |                       |     |
| 23 | «I've Got You Under My Skin / Ты влез мне под кожу»                                                                                            | 12 декабря, 2005 года | 23  |
| Когда А-Ма пропускает полёт на драконе, чтобы попасть на спор двух конфликтующих сторон монстров, Монро вынужден использовать волшебный камень, чтобы сделать двух Джунипер, но Рей Рей вмешивается во взрыв и сам становится Джунипер, так что Монро пришлось превратить в Рей Рея, чтобы мама ничего не заподозрила. Джун должна занять место бабушки, отправив этих двоих в школу. | |                       |     |
| 24 | «Welcome Bat Otter / Добро пожаловать Выдра-летун!»                                                                                            | 6 декабря, 2005 года  | 24  |
| Монстры боятся угрозы, названной Выдрой-Летуном, так что Джун придётся спасти мир...с некоторой помощью набор Скитера Мумии от Выдр-Летунов, разумеется. Когда Джун узнаёт, что всё это мошенничество, чтобы заработать деньги, сможет ли она раскрыть правду? | |                       |     |
| 25 | «Dog Show Afternoon / Полуденное дог шоу» | 15 декабря, 2005 года | 25  |
| Когда семья Джун планирует отправиться в отпуск, она подписывается на поездку в Космический Лагерь в Калифорнии, но она должна поймать таинственное существо, именуемое Бомбат, прежде чем она покинет Оркид Бей. Для этого, Джун должна выступить с Монро на выставке собак. К сожалению, она узнаёт ужасную цену за то, чтобы быть Тё Шуан Зе... | |                       |     |
| 26 | «Dream Date / Свидание мечты» | 20 декабря, 2005 года | 26  |
| Джун идёт на школьный бал, но Стивен Сэндмен пытается вернуться в Царство Снов. | |                       |     |

## Сезон 3: 2006−2007 гг.
| # | Название эпизода                                          | Премьера               | Код |
| --- | --------------------------------------------------------- | ---------------------- | --- |
| 27 | «Party Monsters / Праздничные монстры»                    | 16 августа, 2006 года  | 301 |
| На вечеринке, по случаю дня рождения Жасмин, её родственники превращаются в монстров благодаря доброжелательному, но некомпетентному старому другу и его волшебному шару. Как Жасмин и Джунипер остановят это, прежде чем весь дом будет набит монстрами? |                                                           |                        |     |
| 28 | «Who's Your Daddy? / Кто твой папа?»                      | 24 августа, 2006 года  | 302 |
| Маркус начинает ревновать, когда новый ученик по имени Тейлор Эвермор начинает привлекать Джунипер. К сожалению, Тейлор является сыном Локи, который пытается использовать силу Тё Шуан Зе, чтобы вытащить отца из тюрьмы. |                                                           |                        |     |
| 29 | «Water We Fighting For? / Мы боремся за воду?»            | 30 августа, 2006 года  | 303 |
| Магическая вода из Оркид Бея исчезает с угрожающей скоростью, когда водопроводная компания начинает истощать её. Джунипер направляется в Акваландию, чтобы найти короля для того, чтобы решить эту проблему, пока Оркид Бей не перевернулся вверх ногами. |                                                           |                        |     |
| 30 | «Feets Too Big / Биг-Футы»                                | 8 сентября, 2006 года  | 304 |
| Джун и семья Роджера наслаждаются походом, пока их родители, включая Денниса, не похищает легендарный Биг Фут. Джунипер, Рей Рей и Монро отправляются на поиски и по пути встречают нового друга по имени Лила Сасквуатч. |                                                           |                        |     |
| 31 | «Citizen June / Гражданка Джун»                           | 15 сентября, 2006 года | 305 |
| Джун избирается на пост президента класса. Тор возвращается, когда он преследует Виндольфа Хобгоблина в её школе, где Хобгоблин и прячется. Если Виндольф не будет найден, Тор уничтожит школу, чтобы вытащить монстра. |                                                           |                        |     |
| 32 | «Make Me Up Before You Go-Go / Накрась меня перед уходом» | 22 сентября, 2006 года | 306 |
| Джун помогает Лиле научиться вписываться в коллектив людей, приводя её на вечеринку в дом Джоди. Тем не менее, монстр, по имени Монотуг, использует входящую комету, чтобы вызвать пару мощных монстров под названием Унглийские Бандикоры. |                                                           |                        |     |
| 33 | «Out of the Past / Из прошлого»                           | 29 сентября, 2006 года | 307 |
| Бывший Тё Шуан Зе по имени Кай Йи, величайший из когда-либо живших, освобождается из анабиоза и собирается вновь уничтожить Старейшин, как он пробовал это сделать двести лет назад. Джунипер и А-Ме предстоит остановить её, хотя А-Ма обеспокоена тем, что Джун может стать такой же, как Кай Йи. |                                                           |                        |     |
| 34 | «Sealed With a Fist! / Здесь запечатано!»                 | 3 ноября, 2006 года    | 308 |
| Деннис находит книгу Джун "Оживление Неживого" и использует свой комикс в качестве эксперимента, который случайно оживляет Легион Самых Злобных Злодеев (Л.С.З.З.) и они принимаются творить хаос в Оркид Бее. Пока Деннис пытается всё исправить вместо Джун, Рей Рей возвращает Бумфиста, а так же Деннис оживляет и других героев из комикса. Но достаточно ли этого, чтобы остановить Л.С.З.З.? |                                                           |                        |     |
| 35 | «Little Big Mah / Малютка А-Ма»                           | 10 ноября, 2006 года   | 309 |
| А-Ма становится моложе из-за Дарнока Демона, и теперь Джун пытается вернуть всё назад и остановить Дарнока Демона, пока он не поглотил силу Старейшин. |                                                           |                        |     |
| 36 | «Te Xuan Me? / Тё Шуан Я?»                                | 24 ноября, 2006 года   | 310 |
| Когда Джун и все её одноклассники таинственным образом исчезают не только из реальности, но и времени, Рей Рей, который является Тё Шуан Зе в новой реальности, и единственный, кто помнит Джун, что она была реальна, должен заменить её, пытаясь всех убедить, что Джун и её одноклассники существуют и что он не сумасшедший. |                                                           |                        |     |
| 37 | «Food for Naught / Опасная еда»                           | 1 декабря, 2006 года   | 311 |
| Джун замечает, как монстры в Оркид Бей Сити становятся жестокими зверями. Когда она обнаруживает, что источник этого закусочная пища Руни Стикс, она пытается создателей закусок, пару демонов по имени Марджи и Элойза, прекратить добавлять Тарабок Траву (секретный ингредиент, а так же то, что вызывает превращения). Смогла ли она? |                                                           |                        |     |
| 38 | «A Helping H.A.M. / Рука помощи»                          | 15 декабря, 2006 года  | 312 |
| Пытаясь избавиться от недостатка уважения, Монро присоединяется к секретной организации, известная под именем Л.Б.М., когда его случайно похищают, вместо Джун. Смогут ли Джун и Рей Рей найти Монро, прежде чем он закончит тренировку Золеровского Зверя? |                                                           |                        |     |
| 39 | «The Kids Stay in the Picture / Дети снимают кино»        | 6 февраля, 2007 года   | 313 |
| Офелия хочет, чтобы Джун и её друзья снялись в её студенческом фильме, пока Дочь Коргота (или же Демонесса) пытается сбежать из Барандома. |                                                           |                        |     |
| 40 | «Every Witch Way but Loose / Как одолеть ведьму»          | 9 апреля, 2007 года    | 314 |
| Выясняется происхождение волшебной завесы, который отделяет магический мир от человеческого, а так же происхождение Тё Шуан Зе. Тётя Руун возвращается во второй раз и использует злую магию , чтобы превратить Джунипер в своего монстра, и для порабощения человечества, сломать три мифических камня, которые поддерживают Барьер, а также существование магии и её существ, скрытых от людей. Джоди начинает подозревать Джун к магии, пока Рей Рей, Монро, Деннис и Лила пытаются остановить Тётю Руун. |                                                           |                        |     |

## Короткометражные серии
| Название | Код серии | Первая дата показа    |
| --- | --------- | --------------------- |
| "Monsters in My Potion / Монстры в Моём Зелье" | S1        | 28 декабря, 2006 года |
| Джун находит Рей Рея и Монро, завязанными тремя монстрами, которые что-то готовят в котле. Она побеждает монстров и сбрасывает котёл. Позже из кустов выходит другой монстр с сумкой товаров. Джун понимает, что они не собираются готовить Рей Рея и Монро, так что все садятся за стол для пикника и наслаждаются супом.                           |           |                       |
| "The Bus Stop / Автобусная остановка" | S2        | 2 января, 2007 года   |
| Джун ждёт на автобусной остановке с Джоди и Офелией. Появляется двухголовое ботаник-монстр и начинает беспокоить Джун, чтобы сфотографироваться с ней. Джоди и Офелия видят, что с Джун что-то не так. Когда двухголовый ботаник уходит с фотографией, Джун заходит в автобус и находит ещё больше монстров, которые хотят с ней сфотографироваться. |           |                       |
| "Just a Second / Одну секунду" | S3        | 5 января, 2007 года   |
| Пока Джун ждёт Рей Рея, чтобы он спустился вниз, Рей Рей пытается нейтрализовать монстра в своей комнате, бросая магические кувшины в существо и оно растёт всё больше и больше. Джун всё ещё зовёт Рей Рея, но он продолжает отвечать "Одну секунду!", отбиваясь от монстра.                                                                        |           |                       |
| "Nice Weather / Хорошая погода" | S4        | 6 января, 2007 года   |
| В то время, как Джун укладывает свои волосы, чтобы выглядеть красиво перед встречей с Маркусом, Рей Рей входит в комнату и сообщает, что он случайно выпустил гигантского тролля из слизи в гостиной. Джун говорит Рей Рею, чтобы он отвлёк Маркуса, который стоит у двери, пока она сражается с троллем.                                            |           |                       |
| "Beach Blanket Monroe/ Пляжный покров Монро" | S5        | 6 января, 2007 года   |
| Поскольку Джун расслабляется на пляже, два существа с пятью глазами берут Монро и играются с ним, как мячиком для футбола. Джун спасает Монро, но оставляет детей-монстров счастливыми, давая бросать им Рей Рея, к его удовольствию. |           |                       |
| "Big Monster in My Backyard/ Большой монстр в моём дворе" | S6        | 14 мая, 2007 года     |
| Когда Джун потеряла свой браслет Тё Шуан Зе, Рей Рей и Монро освобождают монстра на заднем дворе, чтобы браслет ушёл так, чтобы Джун смогла найти его. |           |                       |